# Kleinohrspitzmäuse
Die Kleinohrspitzmäuse (Cryptotis) sind eine artenreiche, in Amerika verbreitete Spitzmausgattung.

## Merkmale
Kleinohrspitzmäuse sind vergleichsweise kleine Spitzmäuse, sie erreichen Kopfrumpflängen von 5 bis 10 Zentimetern, wozu noch ein 1 bis 4 Zentimeter langer Schwanz kommt, und ein Gewicht von 4 bis 7 Gramm. Das Fell ist an der Oberseite braun oder schwarz gefärbt, die Unterseite oft nur wenig heller. Namensgebendes Merkmal sind die kleinen Ohren, die kaum aus dem Fell ragen, auch die Augen sind klein.

## Verbreitung und Lebensraum
Das Verbreitungsgebiet der Kleinohrspitzmäuse reicht vom Südosten Kanadas und den östlichen USA über Mittelamerika bis in das nördliche Südamerika (Kolumbien, Ecuador, Nordperu und Venezuela). Sie sind damit die einzige Spitzmausgattung, ja die einzige Gattung der Insektenfresser überhaupt, die südlich von Guatemala lebt und auch in Südamerika vorkommt. Ihr Verbreitungsschwerpunkt liegt in Mittelamerika, in Kanada und den USA lebt mit Cryptotis parvus nur eine einzige Art.
Ihr bevorzugter Lebensraum sind Wälder, manche Arten (wie C. parva) finden sich jedoch auch in Grasländern.

## Lebensweise
Kleinohrspitzmäuse sind sowohl tag- als auch nachtaktiv und vor allem dadurch gekennzeichnet, dass sie im Gegensatz zu den übrigen – meist einzelgängerischen – Spitzmäusen in Gruppen leben und eine sozialere Lebensweise führen. Zumindest von Cryptotis parvus, der besterforschten Art, ist bekannt, dass sie Nester errichten, die von mehreren Tieren gemeinsam bewohnt werden. Diese Nester können in selbst gegrabenen oder von anderen Tieren übernommenen Erdbauen, unter Baumstämmen oder in Felsspalten liegen. Sie sind annähernd rund und bestehen aus trockenen Gräsern und Blättern.
Ihre Nahrung besteht aus Insekten und anderen Wirbellosen, kleinen Wirbeltieren wie Echsen und Fröschen sowie Aas.
Die Fortpflanzung ist nur bei Cryptotis parvus erforscht. Bei dieser Art bringt das Weibchen nach einer 21- bis 22-tägigen Tragzeit rund 5 Jungtiere zur Welt. Diese werden rund 20 Tage gesäugt und sind mit 30 bis 36 Tagen geschlechtsreif.

## Gefährdung
Die IUCN listet 8 Kleinohrspitzmäuse in den Kategorien gefährdet, stark gefährdet und vom Aussterben bedroht. 7 weitere Arten werden in die Kategorie unzureichende Datenlage klassifiziert. Mehrere dieser gefährdeten oder wenig bekannten Arten haben sehr kleine Verbreitungsgebiete und sind durch Lebensraumverlust bedroht. Nelson-Kleinohrspitzmaus kommt sogar nur im Bereich eines einzigen Vulkans in Südmexiko vor und wurde zwischen 1894 und 2004 nicht gesichtet.

## Systematik
Die genaue Artenanzahl der Kleinohrspitzmäuse ist noch nicht geklärt. Ältere Werke gingen von 12 bis 18 Arten aus, jüngere Systematiken unterscheiden jedoch über 50 Arten. Gegenwärtig sind folgende Arten bekannt:
- Cryptotis albujai[1]
- Cryptotis alticola
- Cryptotis andinus
- Cryptotis aroensis
- Cryptotis berlandieri
- Cryptotis brachyonyx
- Cryptotis cavatorculus
- Cryptotis celaque
- Cryptotis colombianus
- Cryptotis dinirensis
- Cryptotis eckerlini
- Cryptotis endersi
- Cryptotis equatoris
- Cryptotis evaristoi
- Cryptotis goldmani
- Cryptotis goodwini
- Cryptotis gracilis
- Cryptotis griseoventris
- Cryptotis hondurensis
- Cryptotis huttereri
- Cryptotis lacandonensis
- Cryptotis lacertosus
- Cryptotis magnimanus
- Cryptotis magnus
- Cryptotis mam
- Cryptotis matsoni
- Cryptotis mayensis
- Cryptotis mccarthyi
- Cryptotis medellinius
- Cryptotis meridensis
- Cryptotis merriami
- Cryptotis merus
- Cryptotis mexicanus
- Cryptotis montecristo
- Cryptotis monteverdensis
- Cryptotis montivagus
- Cryptotis nelsoni
- Cryptotis niausa
- Cryptotis nigrescens
- Cryptotis obscurus
- Cryptotis oreoryctes
- Cryptotis orophilus
- Cryptotis osgoodi
- Cryptotis parvus
- Cryptotis peregrinus
- Cryptotis perijensis
- Cryptotis peruviensis
- Cryptotis phillipsii
- Cryptotis pueblensis
- Cryptotis soricinus
- Cryptotis squamipes
- Cryptotis tamensis
- Cryptotis thomasi
- Cryptotis tropicalis
- Cryptotis venezuelensis
- Cryptotis woodmani